# Astropecten platyacanthus
Astropecten platyacanthus es una estrella de mar de la familia Astropectinidae.

## Hábitat y comportamiento
Las estrellas de mar del género Astropecten viven en fondos marinos móviles (fondos marinos arenosos, fangosos o de grava) y permanecen en gran parte enterradas bajo los sedimentos durante el día. Durante el atardecer y la noche las estrellas de mar salen a cazar principalmente moluscos bivalvos, que son sus presas favoritas. Esta especie vive únicamente en el mar Mediterráneo y vive en todos los fondos marinos móviles a profundidades de entre 1 y 60 m, pero es más frecuente en fondos marinos de arena gruesa mixta y fango a 1-4 m de profundidad. Esta especie es activa y fácil de encontrar durante la noche pero también durante el día, especialmente a primera hora de la mañana y al final de la tarde.

## Descripción
Tiene placas superomarginales estrechas y altas, lateralmente cubiertas de escamas y pequeñas espinas (en la cara vertical). Cada placa superomarginal está equipada con una espina fuerte, generalmente afilada pero de forma irregular, ligeramente aplanada lateralmente, a menudo de color amarillo o naranja, pero rara vez de color hueso. A veces, especialmente en especímenes jóvenes, solo las placas superomarginales entre los brazos están equipadas con una espina fuerte, mientras que otras no (en algunos especímenes raros, todas las placas superomarginales están totalmente desprovistas de espinas). En poblaciones de determinadas zonas del Mediterráneo (por ejemplo, el sur de Córcega) esta característica es muy frecuente. Las espinas superomarginales están (más o menos) alejadas del borde interior de las placas y dejan encima, en la base de las mismas, una pequeña zona desnuda que es blanca si hay una espina fuerte en la placa (normalmente en las placas cerca del disco) o azul-violeta si la placa tiene una espina muy pequeña o no tiene espina (generalmente hacia la punta de los brazos). El número máximo de placas superomarginales, observado en cada brazo, es de 48; normalmente el número está entre 29 y 43, dependiendo del tamaño de la estrella de mar. Las espinas inferomarginales son largas, planas y bastante puntiagudas. Se trata de un Astropecten de características muy variables y puede tener brazos anchos o estrechos. El lado aboral tiene colores muy variables y puede ser marrón más o menos oscuro, verde oliva, marrón rosado, gris azulado. El lado oral es, por lo general, de color amarillo-marrón. Normalmente alcanza un diámetro de 9-12 cm y excepcionalmente puede medir hasta 18 cm. El Astropecten mediterráneo es más difícil de identificar tanto por la variabilidad de características de la especie, como por el parecido con alguna otra especie.

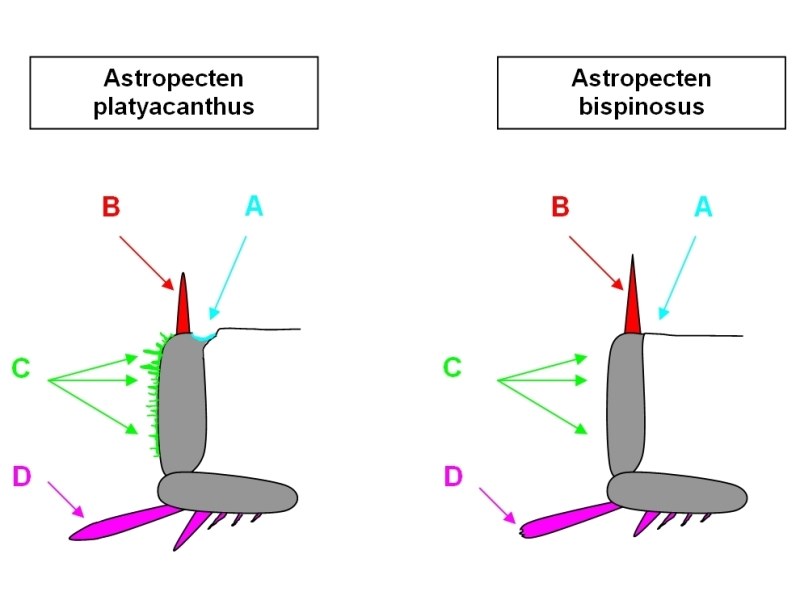
Astropecten bispinosus vs. Astropecten platyacanthus.

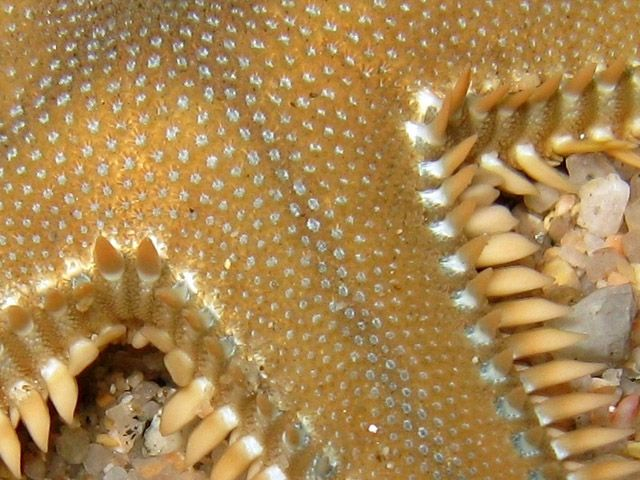
Detalle de las espinas superomarginales de Astropecten platyacanthus lejos del borde interior de las placas.

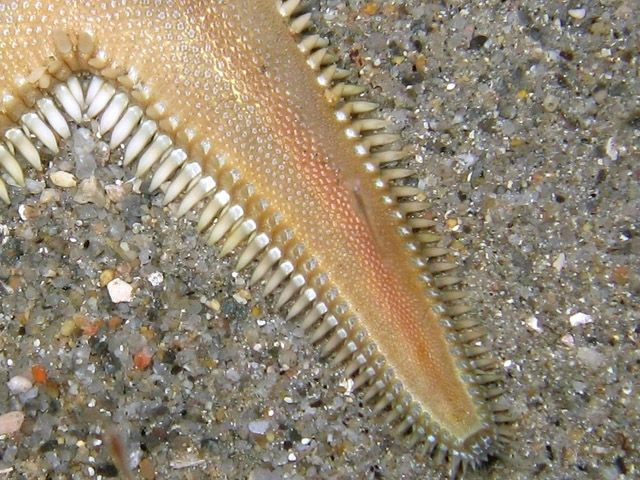
Ejemplar grande de 17 cm con 35 placas superomarginales en el brazo.

Se distingue de Astropecten bispinosus principalmente por las espinas superomarginales alejadas del borde interior de las placas y que dejan encima, en la base de las mismas, una pequeña zona desnuda. Otra característica importante de Astropecten platyacanthus es que las placas superomarginales están lateralmente, en la cara vertical, cubiertas con escamas y pequeñas espinas en lugar de desnudas. Además, se diferencia en que tiene espinas superomarginales más pequeñas, de forma irregular, aplanadas lateralmente (en lugar de una espina cónica limpia) y porque tiene menos placas superomarginales en cada brazo. Además, por lo general, Astropecten platyacanthus tiene un disco central más grande, un lado oral más oscuro y un pequeño punto rojo en la punta de los brazos.
A = Astropecten platyacanthus se distingue de Astropecten bispinosus por las espinas superomarginales alejadas del borde interior de las placas. Dejan encima, en la base de las mismas, una pequeña zona descubierta. B = Astropecten platyacanthus es un poco diferente de Astropecten bispinosus por las espinas superomarginales más pequeñas, de forma irregular, aplanadas lateralmente (en lugar de una espina cónica limpia). C = Astropecten platyacanthus se distingue de Astropecten bispinosus por la cara vertical de las placas superomarginales, que están cubiertas lateralmente con escamas y pequeñas espinas en lugar de estar desnudas D = Astropecten platyacanthus es un poco diferente de Astropecten bispinosus por las espinas inferomarginales, a veces menos puntiagudas.
Se distingue de Astropecten spinulosus por placas superomarginales muy diferentes: más altas, definidas y provistas de espinas superomarginales muy grandes y fuertes y tienen placas muy diferentes. En segundo lugar, la apariencia general de la estrella de mar y el color suelen ser diferentes: Astropecten spinulosus es siempre más delgado y de color marrón oscuro con espinas superomarginales de color marrón y espinas inferomarginales azul-púrpura. Astropecten platyacanthus alcanza o supera los 10 cm de diámetro, mientras que Astropecten spinulosus alcanza como máximo poco menos de 10 centímetros de diámetro.
Los especímenes jóvenes de Astropecten platyacanthus a veces pueden confundirse con Astropecten jonstoni por la apariencia y el color, pero siempre es fácil distinguirlos por placas superomarginales y espinas superomarginales muy diferentes.

## Galería de imágenes
En esta sería de fotografías se puede ver cómo esta estrella de mar puede ocultarse en la arena en cuestión de segundos:

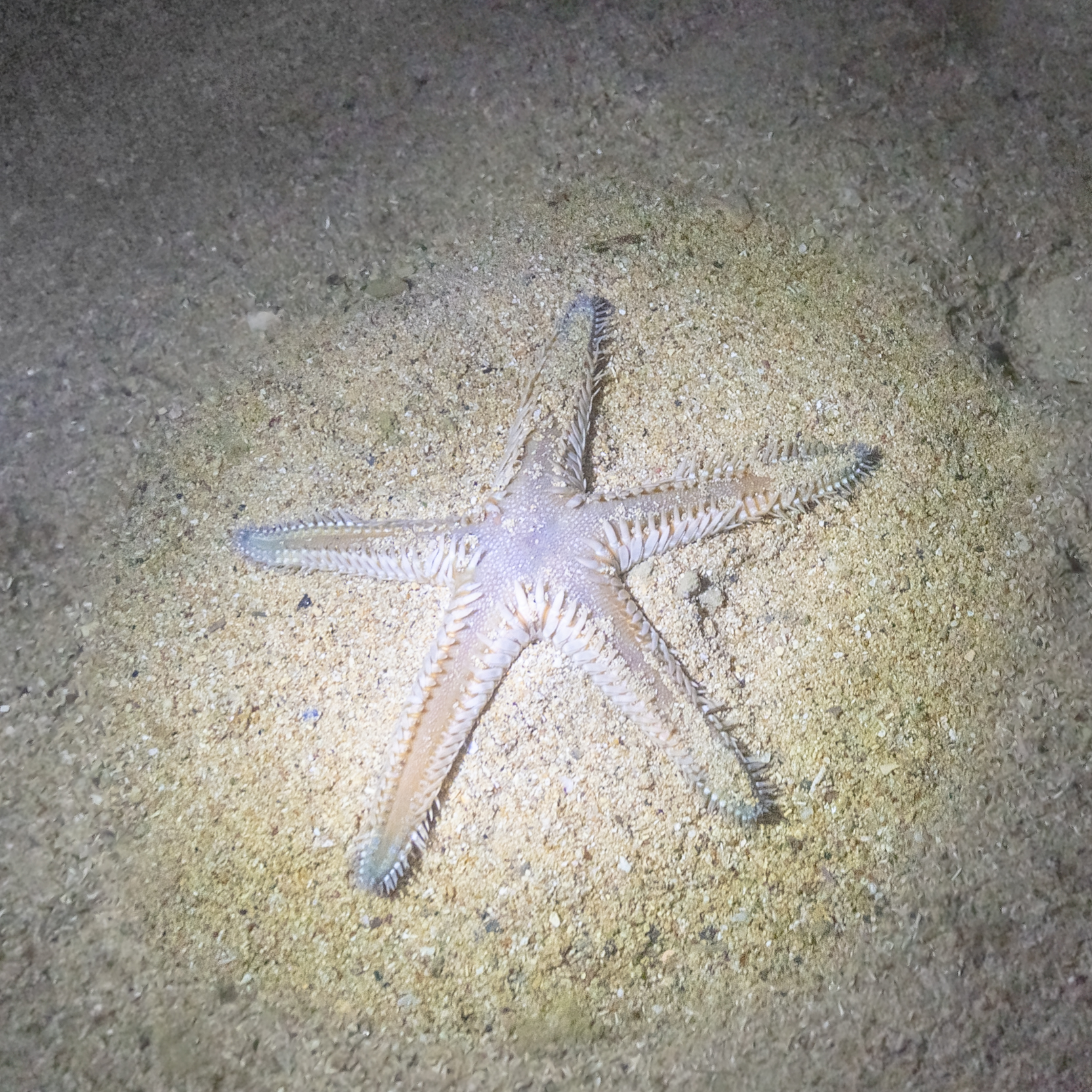
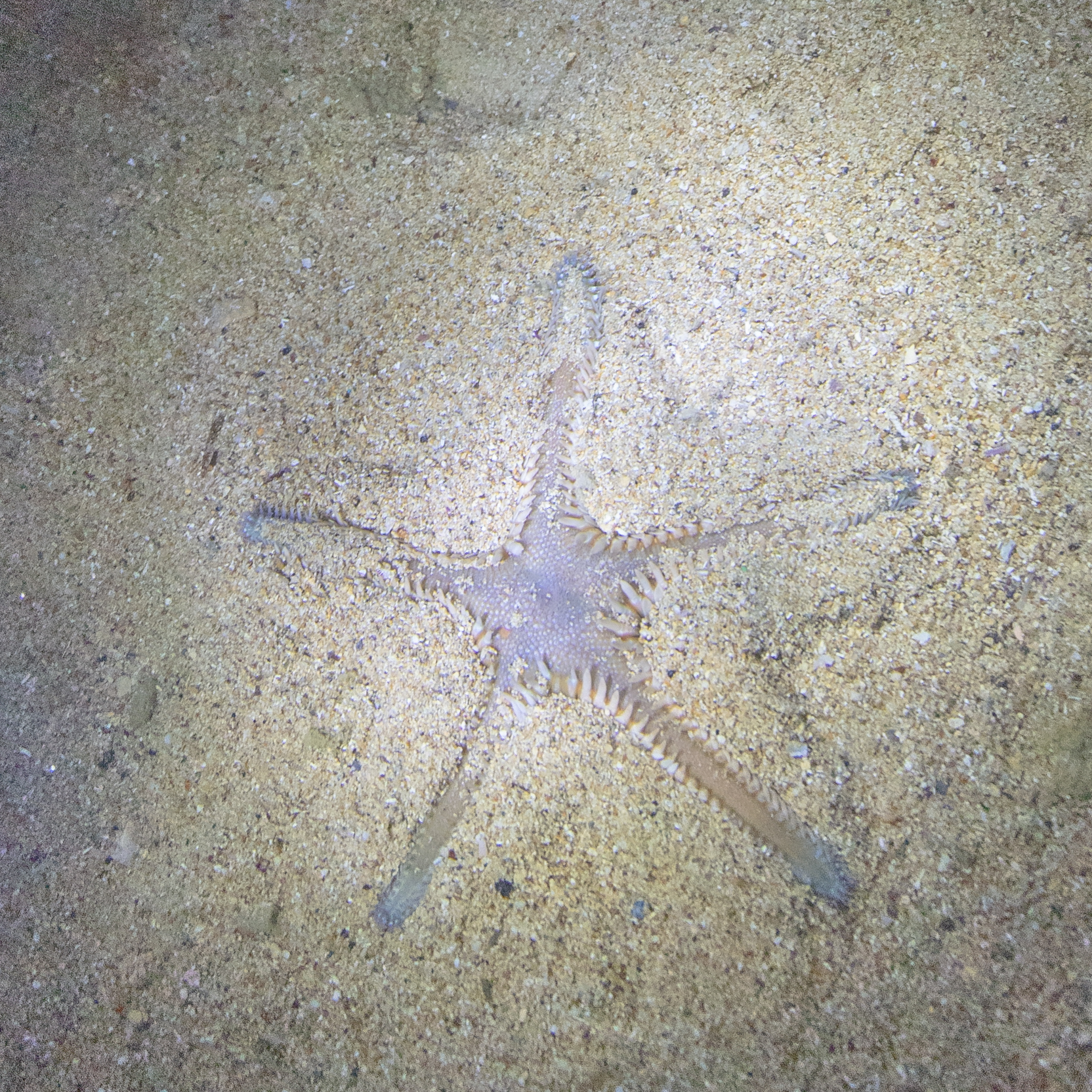
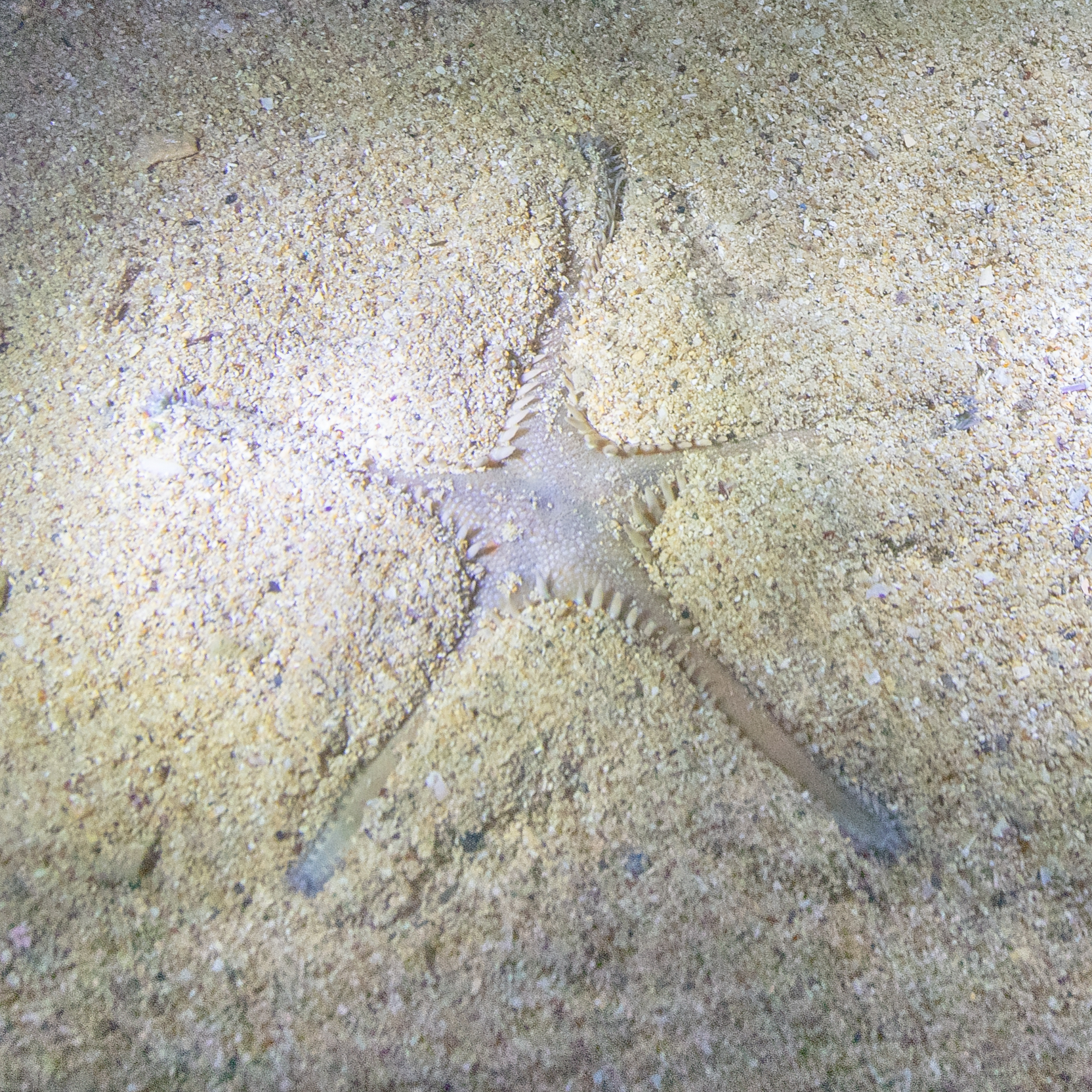
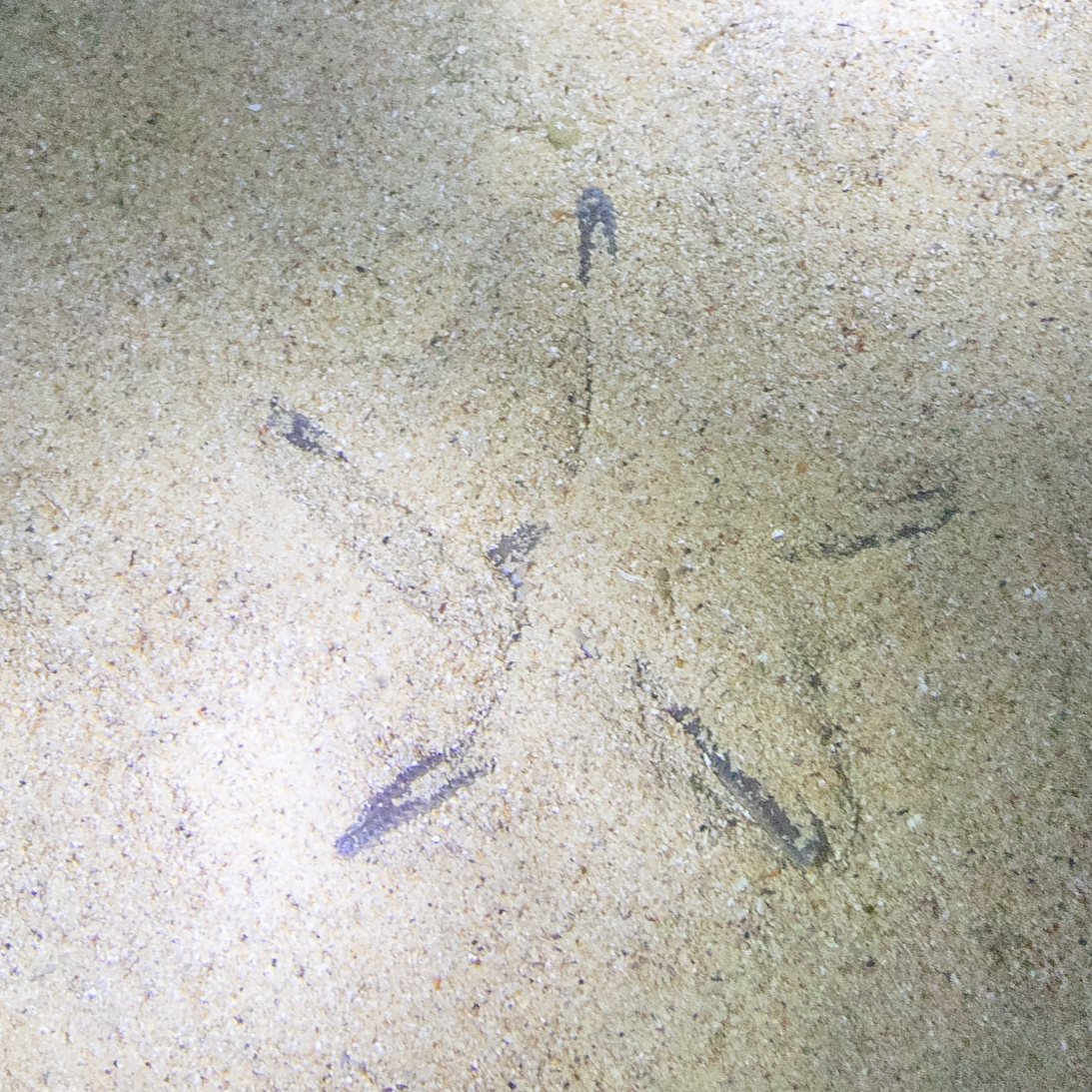